# Elena Beglova
Elena Nikolaevna Beglova (in russo Елена Николаевна Беглова?; Mosca, 1º settembre 1987) è una cestista russa.

## Carriera
Con la Russia ha disputato tre edizioni dei Campionati europei (2015, 2017, 2019).